# Marek Motyczyński
Marek Motyczyński (ur. 1958) – polski trener piłki ręcznej.
W latach 1989–1992 był szkoleniowcem Wisły Płock, z którą wywalczył dwa brązowe i jeden srebrny medal mistrzostw kraju oraz zdobył w sezonie 1991/1992 Puchar Polski. Przez następne 17 lat pracował we Francji, prowadząc m.in. męski Villemomble Handball i żeński Union Sportive Municipale de Gagny.
W 2009 był trenerem Azotów-Puławy. W latach 2011–2013 prowadził Siódemkę Miedź Legnica. W sezonie 2011/2012, po pokonaniu Chrobrego Głogów (30:26; 21:24), zajął z tym klubem 7. miejsce w Superlidze. W kolejnym sezonie prowadzona przez niego drużyna uplasowała się na 11. pozycji, spadając do I ligi.
W 2016 został trenerem KPR Legionowo. Zwolniony pod koniec października tego samego roku, ze względu na słabe wyniki drużyny.
W 2012 i 2016 bez powodzenia ubiegał się o stanowisko trenera męskiej reprezentacji Polski.

## Sukcesy
Wisła Płock
- Puchar Polski: 1991/1992